# Zwei kleine Italiener

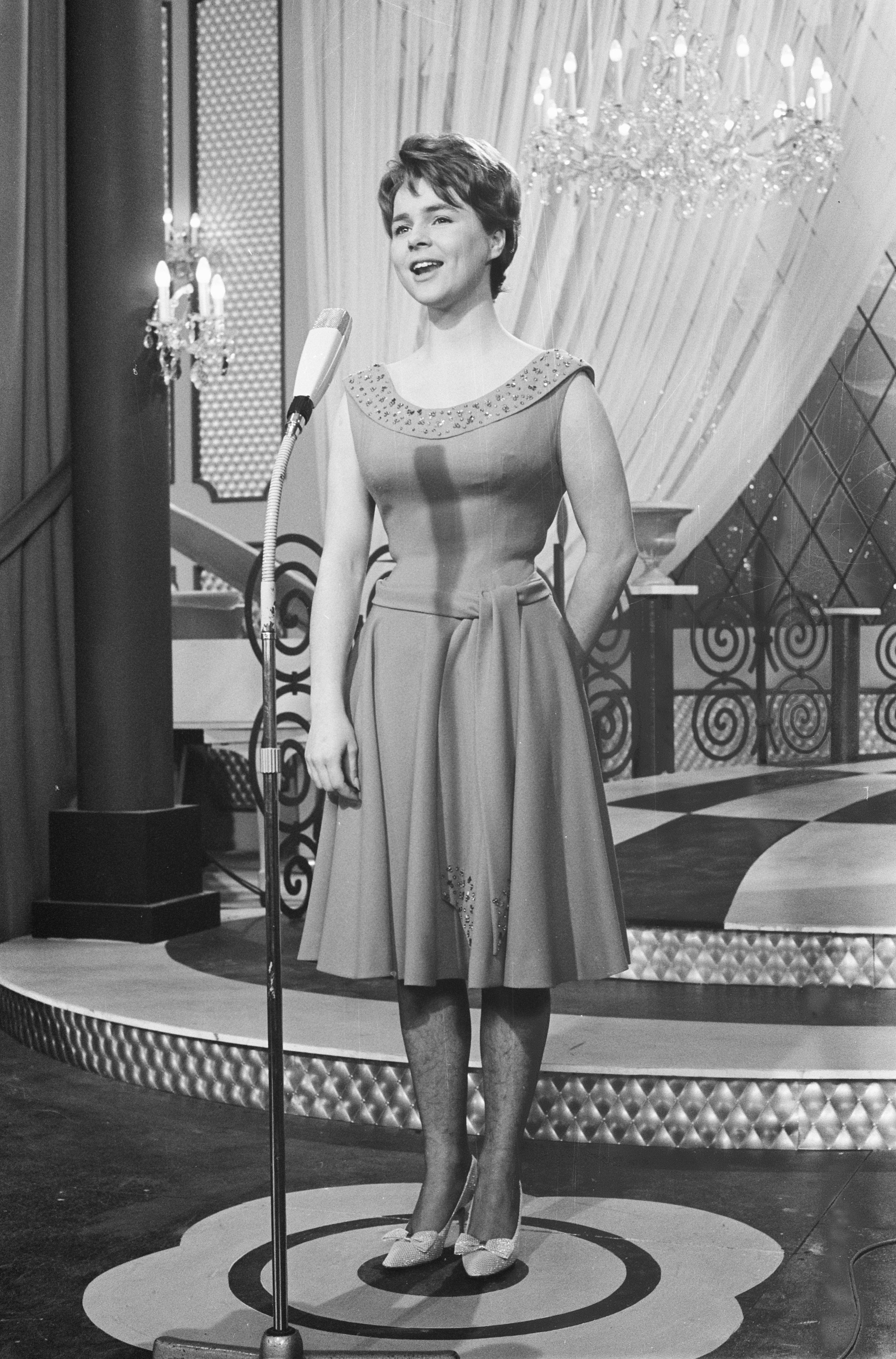
Conny Froboess, intérprete de la canción, durante un ensayo del Festival de la Canción de Eurovisión 1962.

«Zwei kleine Italiener» —[t͡svaɪ̯ ˈklaɪ̯nə iˈtaːliənɐ]; en español: «Dos pequeños italianos»— es una canción compuesta por Christian Bruhn e interpretada en alemán por Conny Froboess. Se lanzó como sencillo el 28 de noviembre de 1961 mediante Columbia. Fue elegida para representar a Alemania en el Festival de la Canción de Eurovisión de 1962 tras ganar el Festival Alemán de Schlager 1962 (en alemán: Deutschen Schlager-Festspiele 1962).
Froboess también grabó la canción en inglés («Gino»), neerlandés («Twee kleine Italienen») e italiano («Un bacio all'italiana»). De estas, solo la versión en neerlandés habla del mismo tema. La versión inglesa es una canción de amor a un hombre llamado Gino, mientras que la versión italiana describe su preferencia por los amantes de ese país.
La canción también ha sido versionada por otros artistas a través de Europa y el resto del mundo en numerosas lenguas; en español por la cantante Gelu («Los dos italianitos»), en francés por Colette Deréal («Cheveux fous et lèvres roses»), en danés, noruego y sueco («Tina & Marina»; la letra de la versión sueca fue escrita por Stig Anderson, futuro gerente de ABBA), en finés («Tina ja Marina») y de nuevo en italiano por Connie Francis.

## Festival de Eurovisión

### Deutschen Schlager-Festspiele 1962
Esta canción participó en el Festival Alemán de Schlager 1962, celebrado entre junio y febrero en Fráncfort del Meno. Este festival consistía de cuatro semifinales y una final, y solo tres canciones de cada una pasarían a la final. La canción «Zwei kleine Italiener» fue interpretada por Conny Froboess en la primera semifinal, celebrada en Fráncfort del Meno el 12 de junio de 1962. Más tarde, fue interpretada en primer lugar en la final, celebrada el 17 de febrero en el Kurhaus de Baden-Baden y presentada por Klaus Havenstein. Seis jurados regionales y un jurado adicional del teatro se encargó de la votación. Finalmente, la canción «Zwei kleine Italiener» se declaró ganadora con 19 puntos, solo un punto por encima de la canción subcampeona.
En otoño del año anterior, se había decidido que el ganador o ganadora del festival representaría al país en el Festival de Eurovisión 1962, por lo que Froboess fue seleccionada para ir a este, celebrado el 18 de marzo en Luxemburgo.

### Festival de la Canción de Eurovisión 1962
Esta canción fue la representación alemana en el Festival de Eurovisión 1962. La orquesta fue dirigida por Rolf-Hans Müller.
La canción fue interpretada 7ª en la noche del 18 de marzo de 1962 por Conny Froboess, precedida por Suecia con Inger Berggren interpretando «Sol och vår» y seguida por Países Bajos con De Spelbrekers interpretando «Katinka». Al final de las votaciones, la canción había recibido 9 puntos, quedando en 6º puesto de un total de 16.
A pesar del resultado que obtuvo, la canción se ha convertido en un éxito menor entre los fanes del festival.
Fue sucedida como representación alemana en el Festival de 1963 por Heidi Brühl con «Marcel».

## Letra
En la canción, de género Schlager y de ritmo rápido, la intérprete describe el «sufrimiento» de dos gastarbeiters de Italia que desean volver a su país natal para estar con sus novias, Tina y Marina. Contrasta la situación con el resto de la sociedad alemana (en ese entonces bajo el milagro económico alemán), para quienes «un viaje al sur es algo magnífico y elegante». Estos dos italianos, al parecer, están desesperados por regresar a Nápoles.
El tema inusual de la canción marcó la primera vez que un tema social fue descrito en una canción del Festival de la Canción de Eurovisión.

## Historial de lanzamiento
| Región       | Fecha                   | Formato                    | Discográfica       | Ref.   |
| ------------ | ----------------------- | -------------------------- | ------------------ | ------ |
| Alemania     | 28 de noviembre de 1961 | Disco de vinilo 7"         | Columbia Records   | [ 1 ]  |
| Alemania     | 1962                    | Disco de vinilo 7", 45 RPM | Columbia Records   | [ 16 ] |
| Alemania     | 1962                    | Disco de vinilo 7", 45 RPM | Columbia Records   | [ 17 ] |
| Alemania     | 1962                    | Disco de vinilo 7", 45 RPM | Columbia Records   | [ 18 ] |
| Alemania     | 1962                    | Disco de vinilo 7", 45 RPM | Columbia Records   | [ 19 ] |
| Alemania     | 1962                    | Disco de vinilo 7", 45 RPM | Columbia Records   | [ 20 ] |
| Alemania     | 1962                    | EP                         | Columbia Records   | [ 21 ] |
| Alemania     | 1962                    | Disco de vinilo 7"         | Columbia Records   | [ 22 ] |
| Australia    | 1962                    | Disco de vinilo 7"         | Columbia Records   | [ 23 ] |
| Dinamarca    | 1962                    | Disco de vinilo 7", 45 RPM | Columbia Records   | [ 24 ] |
| Italia       | 1962                    | Disco de vinilo 7"         | Columbia Records   | [ 6 ]  |
| Noruega      | 1962                    | Disco de vinilo 7", 45 RPM | Columbia Records   | [ 25 ] |
| Países Bajos | 1962                    | Disco de vinilo 7", 45 RPM | His Master's Voice | [ 26 ] |
| Países Bajos | 1962                    | Disco de vinilo 7", 45 RPM | His Master's Voice | [ 5 ]  |
| Reino Unido  | 1962                    | Disco de vinilo 7"         | Columbia Records   | [ 4 ]  |
| Suecia       | 1962                    | Disco de vinilo 7", 45 RPM | Columbia Records   | [ 27 ] |